# Рышкевич, Юзеф
Ю́зеф Рышке́вич (Иосиф Рышкевич, пол. Józef Ryszkiewicz; 1856—1925) — польский живописец-баталист и исторический жанрист. Отец живописца Юзефа Рышкевича (сына) (1888—1942).

## Биография и творчество
Учился в Варшавской рисовальной школе под руководством Войцеха Герсона и Циприана Лахницкого. В 1875 году поступил для дальнейшего обучения в Петербургскую Академию художеств в класс батальной живописи Богдана Павловича Виллевальде. Окончил художественное обучение в Мюнхенской академии художеств под руководством Александра фон Вагнера.
Вернувшись в Варшаву, работал в Обществе поощрения изобразительных искусств, в 1900-1912 годы был председателем Варшавского общества прикладного искусства. Здесь он выставлял свои работы, а в 1897-1901 годы - Обществе любителей изящных искусств (Краков). В 1900 году его картина «Смерть маркитантки» удостоилась бронзовой медали на Всемирной выставке в Париже.
Его наиболее известные картины: «Мародёры», «Сбор раненых», «Смерть Лешка», «Отдых», панорама «Осада Ченстоховского монастыря».